# Phổ Hòa
Phổ Hòa là một phường thuộc thị xã Đức Phổ, tỉnh Quảng Ngãi, Việt Nam.

## Địa lý
Phường Phổ Hòa nằm gần trung tâm thị xã Đức Phổ, có vị trí địa lý:
- Phía đông giáp phường Phổ Vinh và xã Phổ Cường
- Phía tây giáp huyện Ba Tơ và phường Phổ Ninh
- Phía nam giáp huyện Ba Tơ
- Phía bắc giáp phường Nguyễn Nghiêm và phường Phổ Vinh.

Phường Phổ Hòa có diện tích 16,27 km², dân số năm 2019 là 5.198 người, mật độ dân số đạt 319 người/km².

## Lịch sử
Sau năm 1945, Phổ Hòa là một xã thuộc huyện Đức Phổ.
Từ năm 1954 đến năm 1958, chính quyền Sài Gòn đổi tên xã Phổ Hòa thành xã Phổ Đại thuộc quận Đức Phổ. Chính quyền cách mạng vẫn gọi là xã Phổ Hòa như cũ.
Sau năm 1975, xã Phổ Hòa thuộc huyện Đức Phổ.
Ngày 12 tháng 3 năm 1987, điều chỉnh một phần diện tích và dân số của xã Phổ Hòa để thành lập thị trấn Đức Phổ.
Ngày 10 tháng 1 năm 2020, Ủy ban Thường vụ Quốc hội ban hành Nghị quyết số 867/NQ-UBTVQH14 về việc sắp xếp các đơn vị hành chính cấp huyện, cấp xã thuộc tỉnh Quảng Ngãi (nghị quyết có hiệu lực từ ngày 1 tháng 2 năm 2020). Theo đó, thành lập phường Phổ Hòa thuộc thị xã Đức Phổ trên cơ sở toàn bộ 16,27 km² diện tích tự nhiên và 5.198 người của xã Phổ Hòa.